# Џеси Вошингтон
Џеси Вошингтон (енгл. Jesse Washington; Хамилтон, 8. мај 1999) бермудски је пливач чија специјалност су трке слободним и делфин стилом.

## Спортска каријера
Вошингтон је дебитовао на светским порвенствима у корејском Квангџуу 2019. где се такмичио у две дисциплине — на 100 делфин био је 61, а на 100 слободно укупно 69. у квалификацијама.